# Lewis Hine
Lewis Wickes Hine (Oshkosh, Wisconsin, 26 de setembro de 1874 – Hastings-on-Hudson, Nova Iorque, 3 de novembro de 1940) foi um fotógrafo e sociólogo estadunidense pioneiro da fotografia documental e importante figura da mudança na legislação de trabalho infantil nos Estados Unidos, com mais de 5 mil fotografias sob a guarda da Biblioteca do Congresso.

## Biografia
Estudou Sociologia em Chicago e Nova Iorque entre 1900 e 1907 antes de trabalhar na Ethical Culture Fieldston School.
Comprou sua primeira câmera fotográfica em 1903, dedicando-se à fotografia a partir de 1905 a fim de divulgar a miséria que presenciava em Nova Iorque. Em 1908, publicou Charities and the Commons, uma coleção de fotografias de cortiços e fábricas. Para Hine, "a imigração aos Estados Unidos não ofereceu a chance de se ver o país abrigando os famintos da Europa, antes, ofereceu a oportunidade de ver como milhões terminaram vivendo marginalizados em cortiços superpovoados, ganhando pequenos salários".
Comissionado pelo Cômite Nacional do Trabalho Infantil (NCLC) em 1908 para o Inquérito de Pittsburgh, trabalhou como fotógrafo investigativo até 1924. Durante esse período, viajou pelo país documentando as condições de trabalho em diversos tipos de indústrias e publicou os livros Child Labor in the Carolinas e Day Laborers Before Their Time, ambos em 1909.

Em 1916, o Congresso dos Estados Unidos aprovou o Ato Keating-Owen. Owen Lovejoy, nessa ocasião o presidente do NCLC, escreveu que "o trabalho que Hine fez para essa reforma foi mais responsável por isso que todos os outros esforços para trazer essa necessidade à atenção pública."

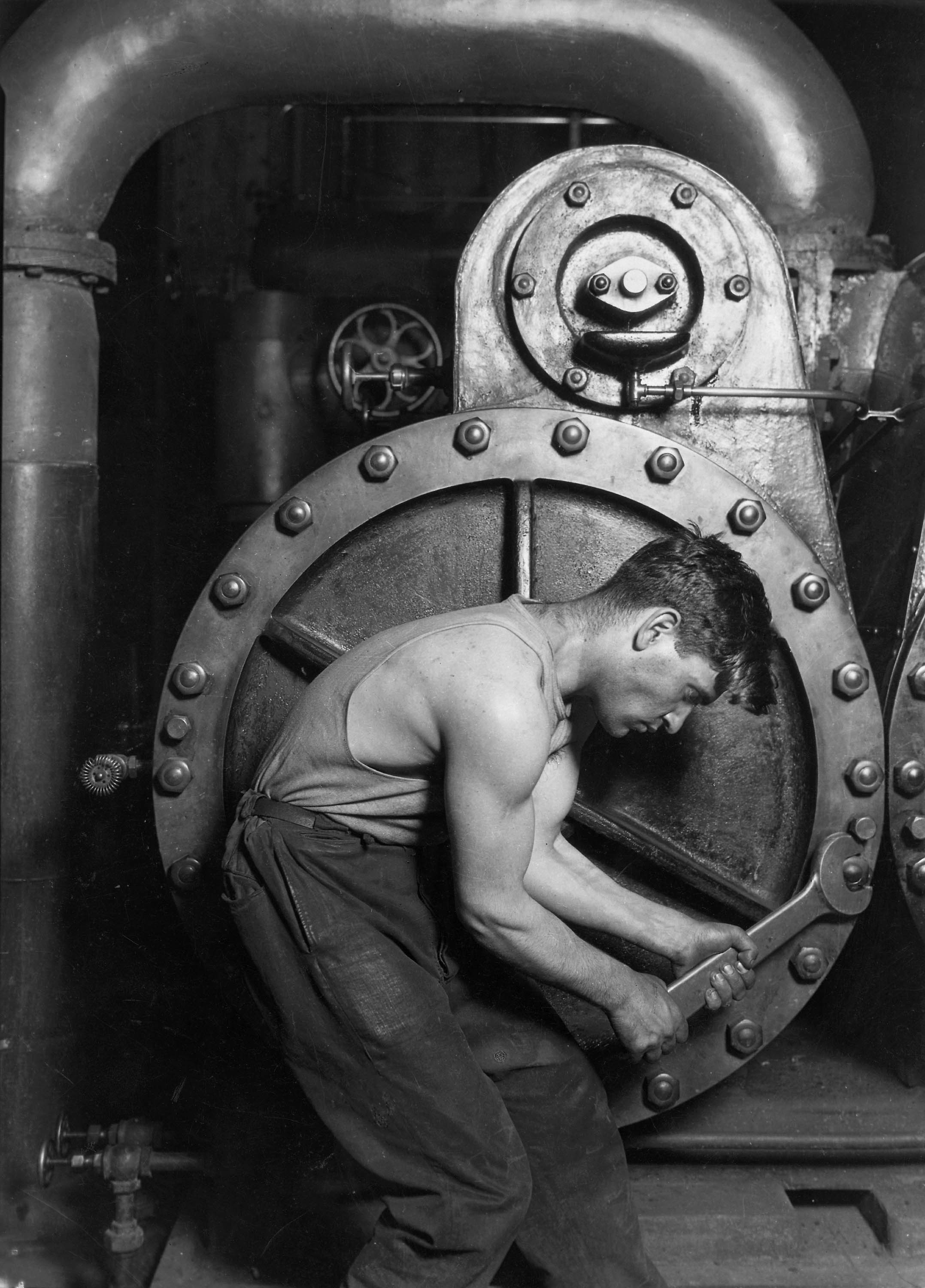
"Mecânico de casa de força trabalhando na bomba de vapor" 1920

Durante a Primeira Guerra Mundial, trabalhou para a Cruz Vermelha. Após o Armistício de Compiègne, viajou para os Bálcãs e em 1919 publicou The Children's Burden in the Balkans.
Em 1930, a pedido de Belle Moskowitz, Hine trabalhou como o fotógrafo oficial do Empire State Building, usando os registros da construção do edifício no livro Men at Work, publicado em 1932. Após isso, foi mandado pela Cruz Vermelha para que fotografasse as consequências da seca em Arkansas e Kentucky.
Nos seus últimos anos de vida, Hine encontrou novo respeito e reconhecimento por sua fotografia social, principalmente pelos novos fotógrafos da Photo League. No começo de 1939, foi realizada uma exposição de retrospectiva no extinto Museu Riverside, em Nova Iorque.
Apesar disso, ele teve dificuldade de ganhar dinheiro com as suas fotos, tendo elas sido recusadas pela revista LIFE e pela Farm Security Administration.
Em janeiro de 1940, perdeu a sua casa após não conseguir quitar as dívidas com a Home Owners Loan Corporation.
Morreu em extrema pobreza em 3 de novembro de 1940.

## Lewis Hine e a fotografia
Hine passou grande parte da sua vida registrando cenas que para a sociedade atual seriam inaceitáveis. O contexto daquela época (anos 1910, 20) carregava consigo uma série de injustiças, especialmente no que dizia respeito aos imigrantes e às crianças. Trabalhavam em condições terríveis e não eram bem recompensados, e visto por Hine isso deveria mudar de uma vez por todas.
Suas fotos passavam grandes significados. Ele capturava expressões nos rostos dos trabalhadores que traduziam a realidade daquelas pessoas de maneira transparente. Dizia: "Se eu pudesse contar uma história com palavras, não precisaria andar com uma câmera".
Fazia uso de lentes normais, pelo seu pequeno porte, pra que não chamasse atenção, especialmente quando fotografava vários meninos e meninas juntos. Os planos variavam entre plano aberto, quando desejava contextualizar seus objetos de fotografia, plano médio, para fotos em conjunto enfocando os rostos de seus objetos, e plano próximo, para fotos individuais.
A maioria de suas fotos era frontal, uma vez que seu grande objetivo era capturar a expressão nos rostos dos trabalhadores, mas também usava ângulos diferentes pra criar uma perspectiva mais interessante (como mostrar a máquina e assim deixar claro qual era a função de certa pessoa). Ao fotografar, achava importante estar sempre no nível de quem fotografava (percebe-se que há grande simetria, nunca há chão demais nem teto demais, só quando necessário para a composição, e seus "modelos" eram centralizados com precisão).

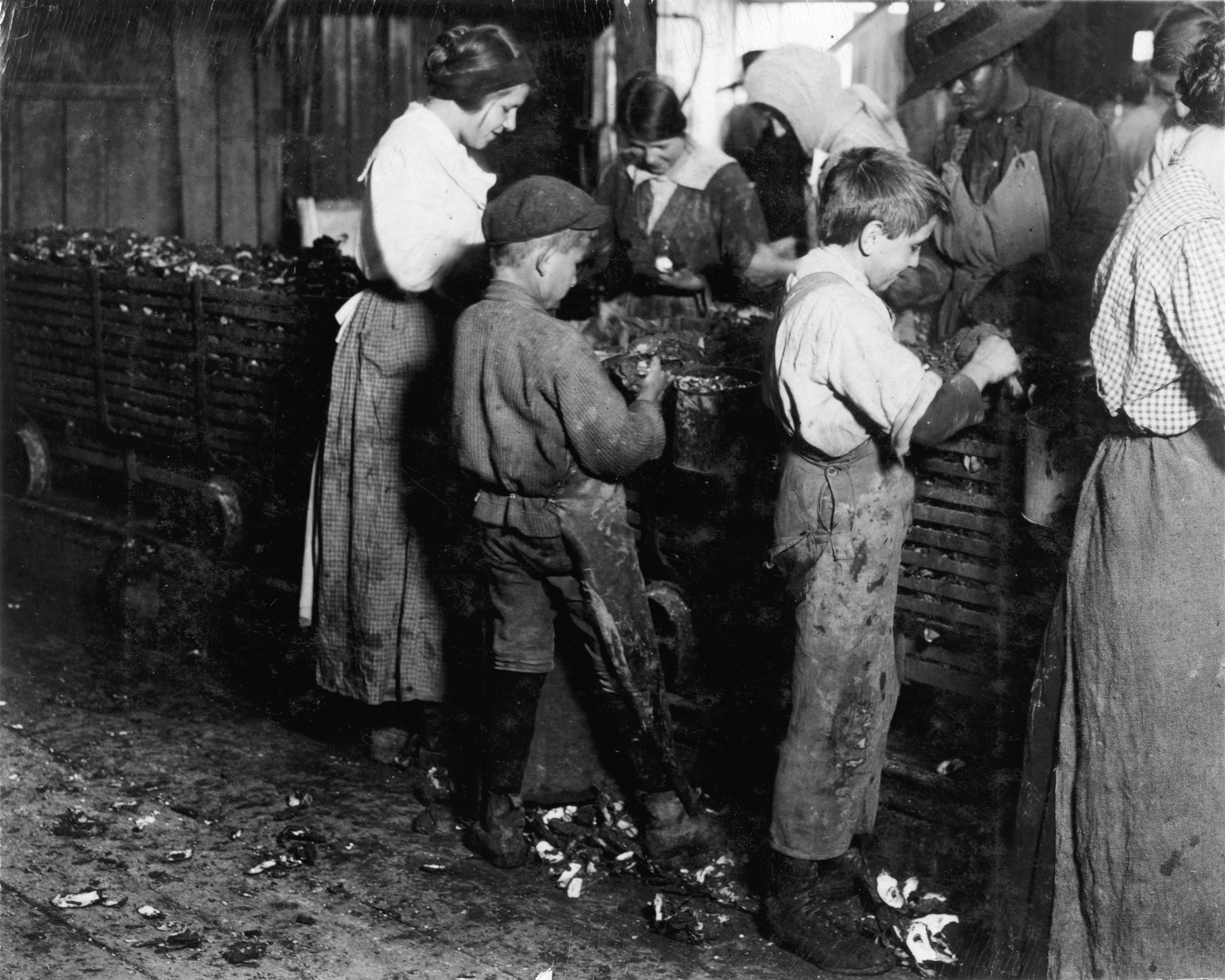
Cenas de trabalho infantil, registrado em 1913

Pelo que podemos perceber em seu trabalho, não havia manipulação, até porque essa era uma de suas crenças (também uma regra). Para ele, a imagem só tinha credibilidade quando não havia sequer um tipo de manipulação, seja na cor, no contraste, ou o que fosse. Ao referir-se sobre suas fotografia usava a palavra "crua", que é auto-explicativa.
Ao compor a foto, Hine era muito cuidadoso. Apesar da vontade de ser discreto, enquadrava as máquinas de maneira sutil, para que mesmo quando desfocadas (pois o foco estaria sempre nos trabalhadores) as máquinas parecessem nítidas e descrevessem o lugar onde sua câmera, ou melhor, lentes, congelavam com sentimento de justiça seu objeto de estudo e trabalho.
Durante sua existência, caminhou por grande parte dos Estados Unidos da América fotografando pessoas, e o fazia por elas, para denunciar algo que o incomodava de maneira tal que dedicou sua vida a isso. Suas fotos contribuíram para que leis de proteção aos jovens fossem criadas, e que houvesse melhoria nas condições de trabalho para o resto dos cidadãos (os que também viviam em um regime de "semi-escravidão").
A nobreza de Hine garantiu que, naquele país que viria futuramente ser uma potência mundial, crianças não fossem mais exploradas em favor do lucro, nem imigrantes trabalhassem por menos e em condições perigosas, e assim essas injustiças passassem a ser apenas fotografias de uma história americana, e exemplo para o resto do mundo.

## Galeria

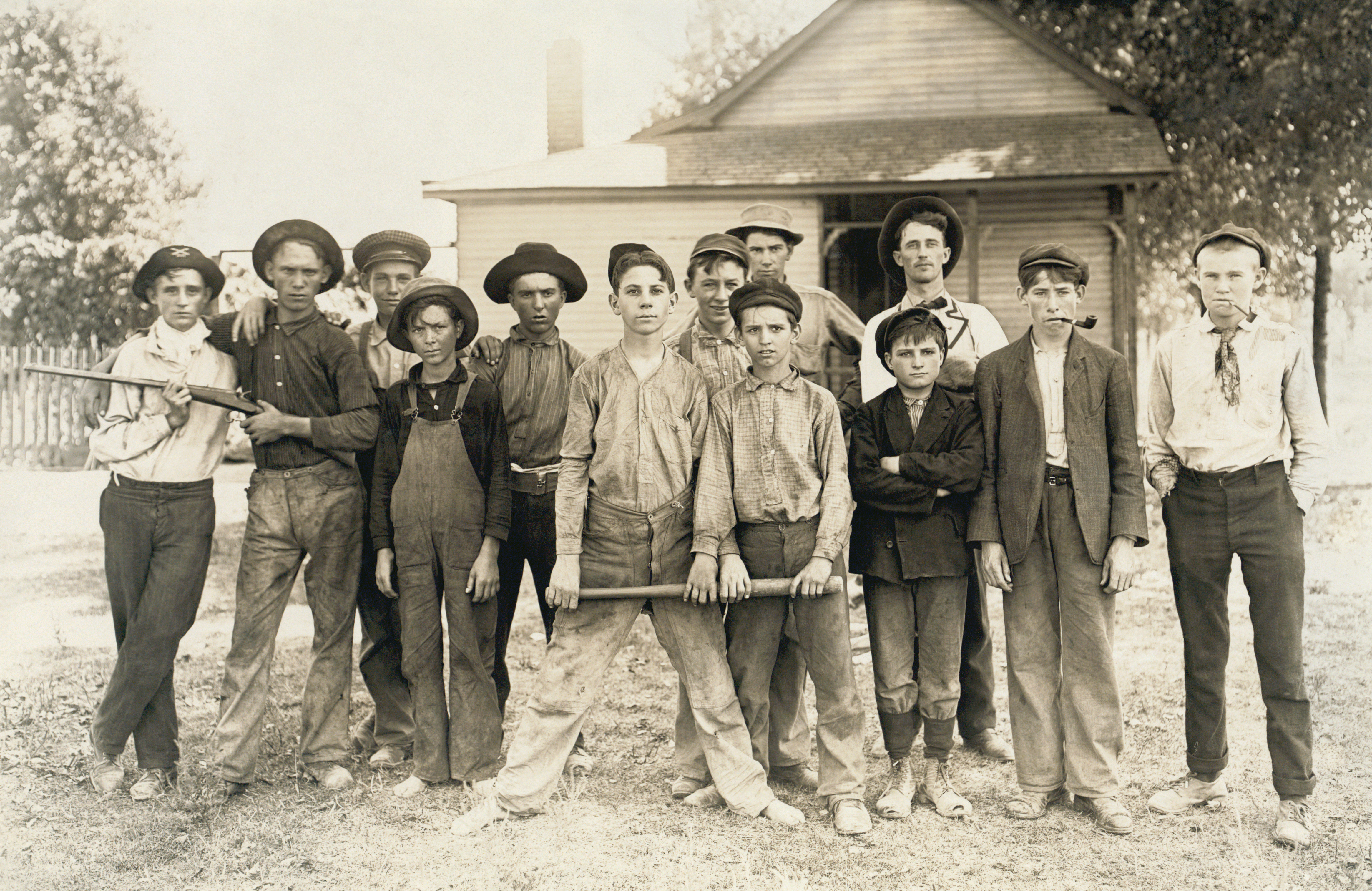
Time de beisebol composto principalmente por crianças trabalhadoras de uma fábrica de vidro. Indiana (1908)
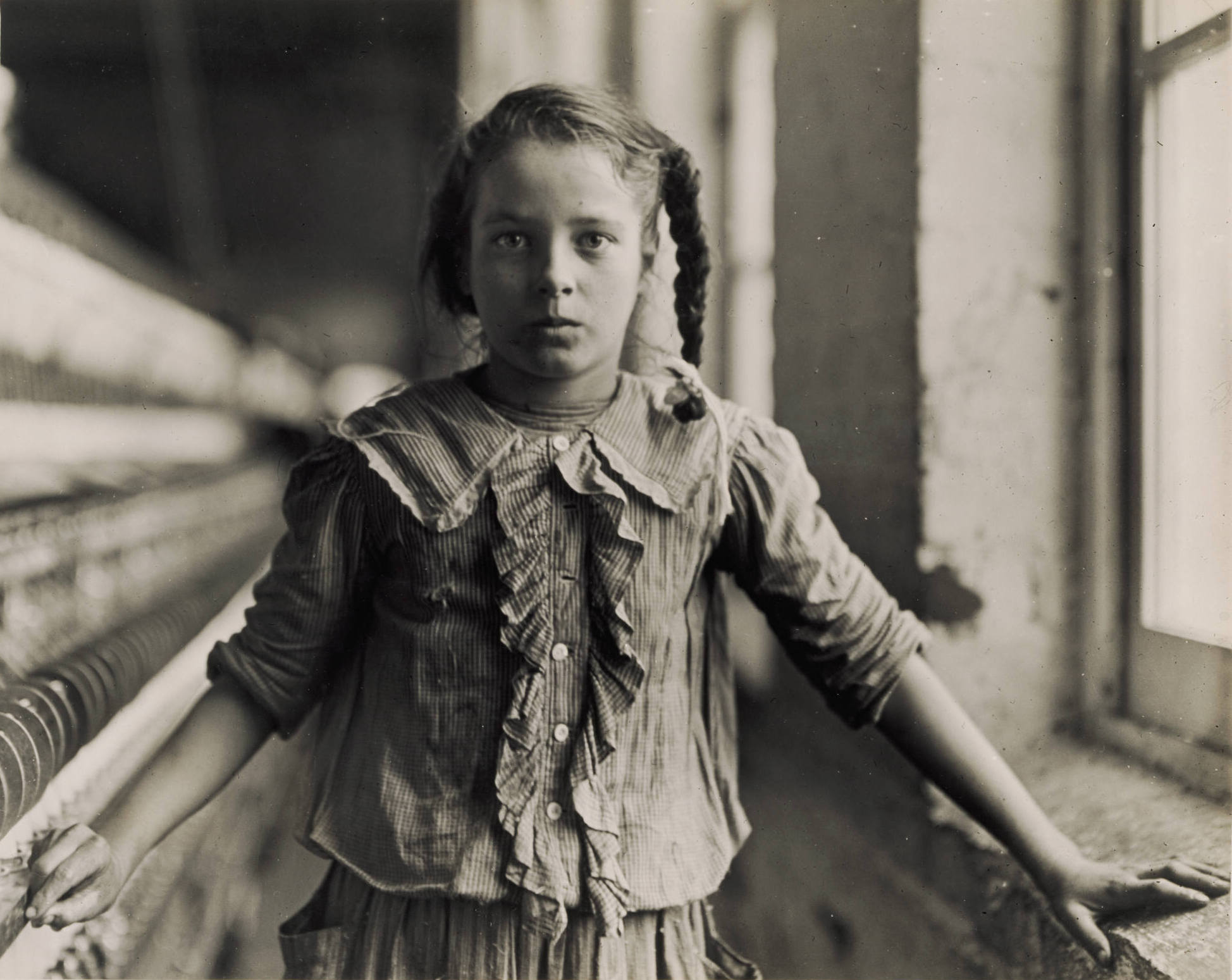
Adolescent Girl, a Spinner, em uma Carolina Cotton Mill (1908) Museu de Arte da Universidade de Princeton
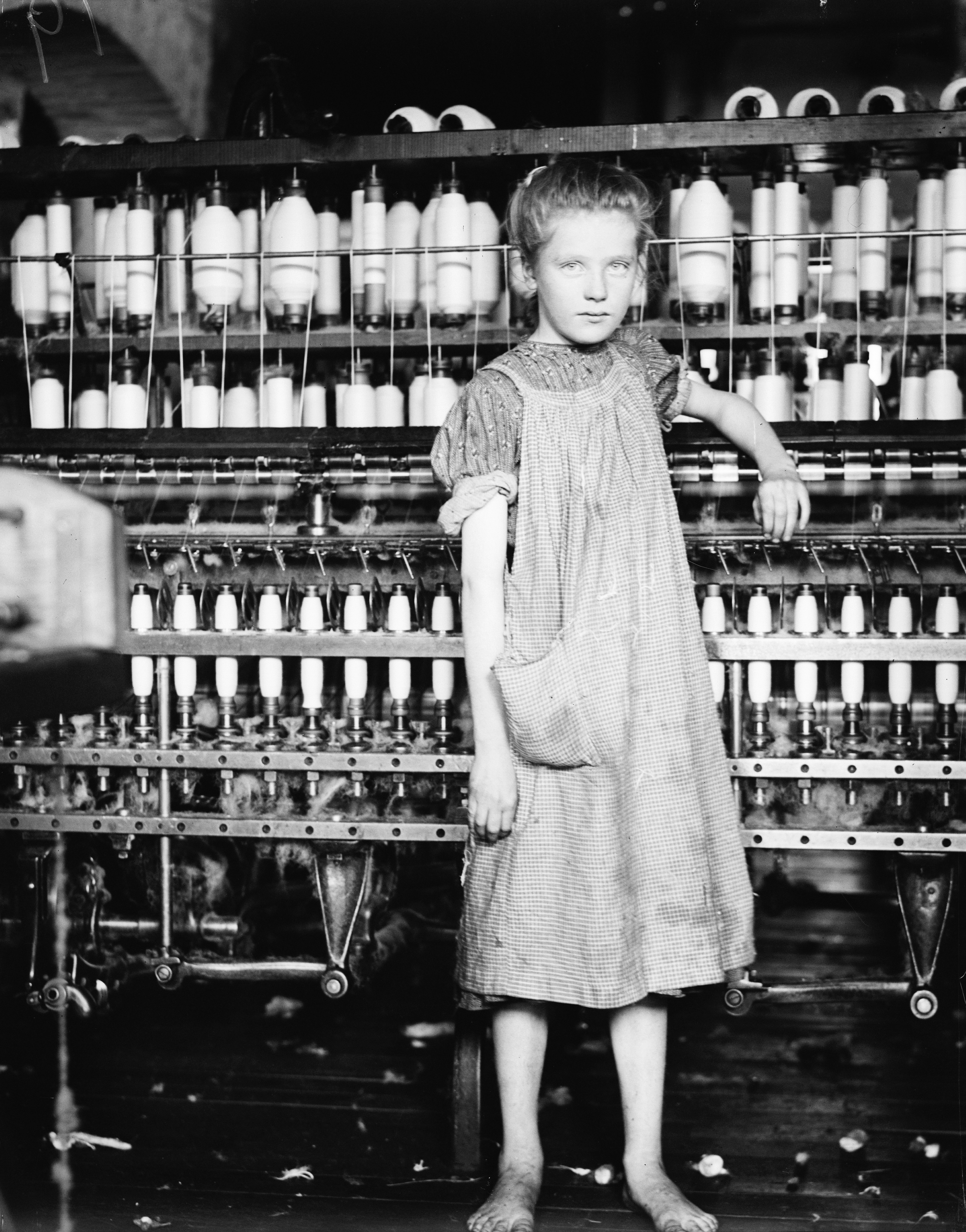
"Addie Card, 12 anos. Spinner em North Pormal (ou seja, Pownal ) Cotton Mill. Vt.", 1910.
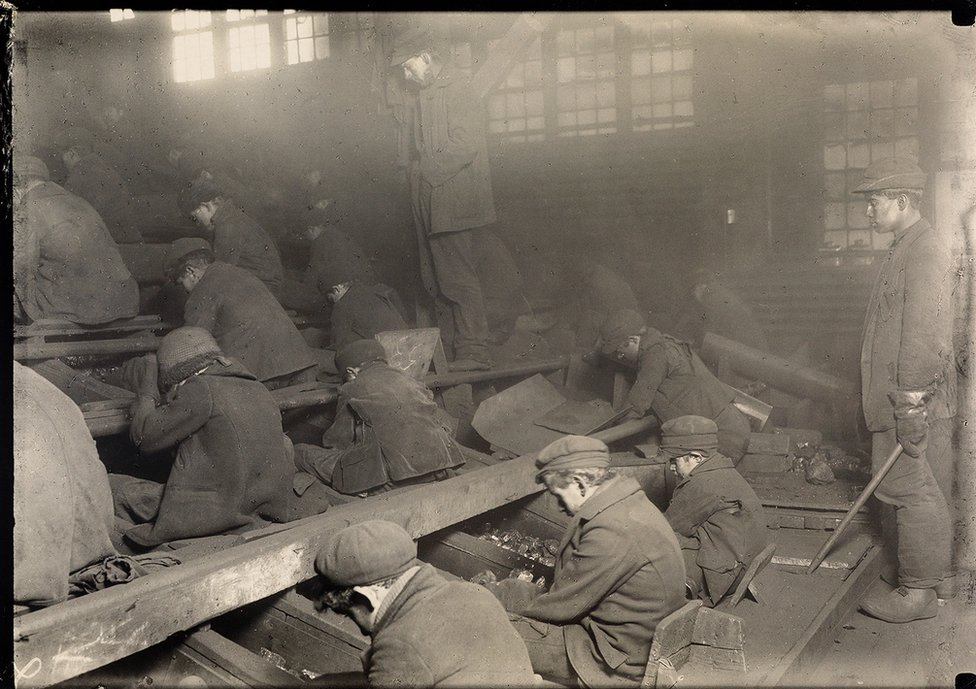
Breaker Boys em uma mina de carvão da Pensilvânia, 1911
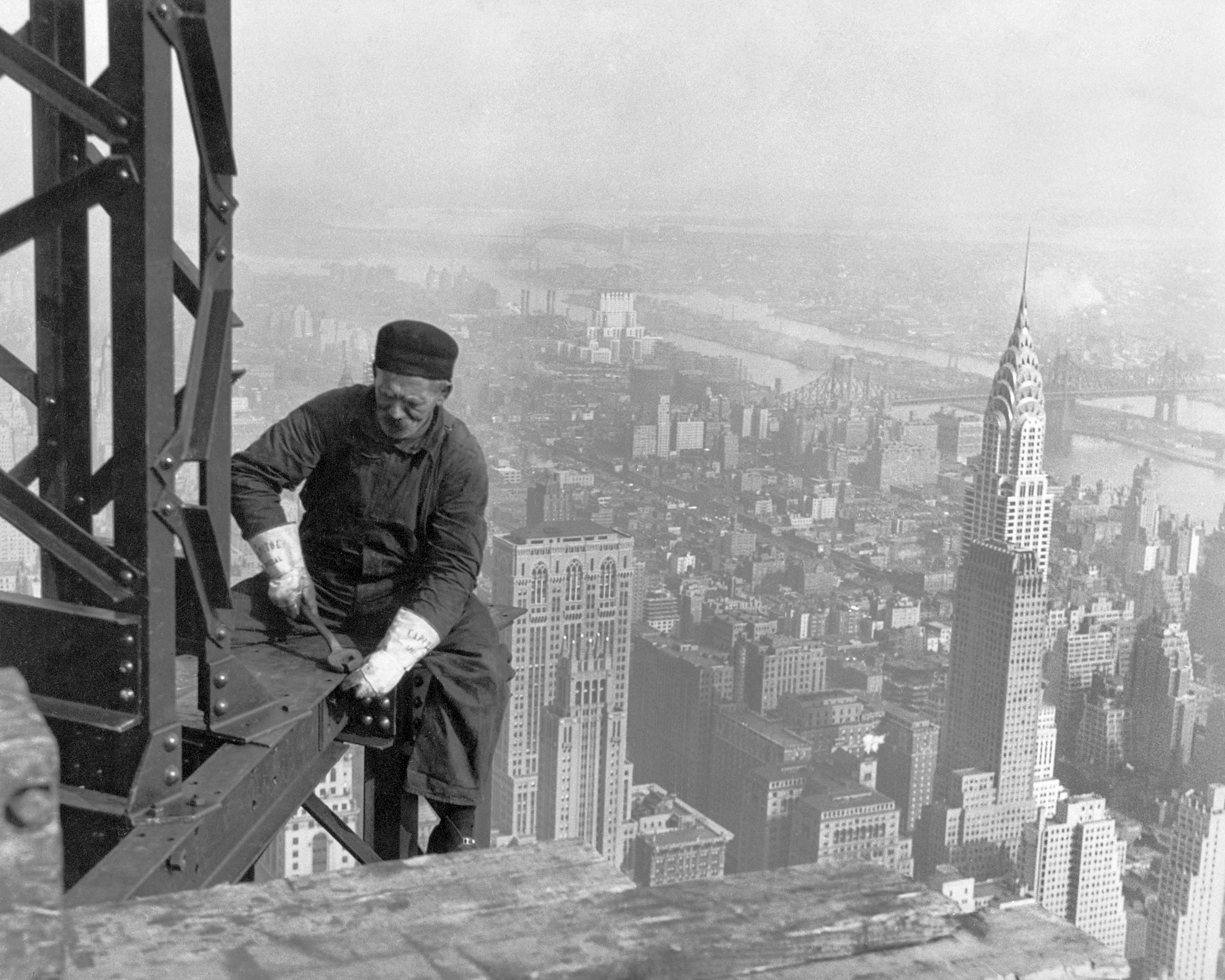
Trabalhador do Empire State Building em 1931
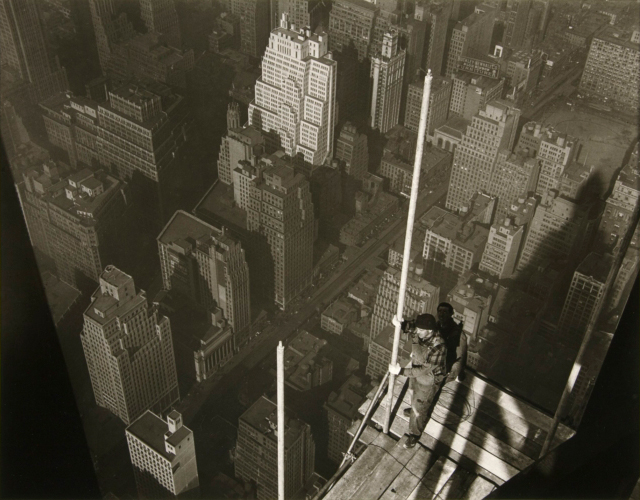
Levantando o Mastro, Empire State Building (1932)